# Carl Schlüns
Carl Schlüns (* 12. Mai 1870 in Hagenow; † 2. Januar 1936 in Zella-Mehlis; vollständiger Name Carl August Christian Schlüns) war ein deutscher Ingenieur und Maschinenbauer. Er ist der Konstrukteur der erfolgreichen elektrischen Schreibmaschine Mercedes Elektra.

## Leben
Carl Schlüns war der Sohn eines Baumeisters. Nach einer Lehre in der Maschinenfabrik Stock & Kärger absolvierte er ein Studium am Technikum in Neustadt. Danach fuhr er als Maschinistenassistent beim Norddeutschen Lloyd. Danach arbeitete er als Ingenieur im Spezialmaschinenbau in der Knopfindustrie in Schmölln, als Assistent für Spezialmaschinenbau in Gotha und als Chefkonstrukteur der Firma Albert Hirth in Stuttgart und in der Hamburg-Amerikanischen Uhrenfabrik in Schramberg im Schwarzwald, bevor er als Werkstattorganisator bei der AEG in Berlin tätig war. 1907 wurde er als Konstrukteur und Leiter der neu gegründeten Berliner Mercedes Büromaschinen-Werke eingestellt. 1908 wurde die Firma nach Mehlis, dem späteren Zella-Mehlis, in Thüringen verlegt. Der Grund dafür waren die durch die in Thüringen vorhandene Waffenproduktion schnelle Verfügbarkeit guter Metall-Facharbeiter und Feinmechaniker und niedrigere Löhne. 
Nach dem 1907 auf den Markt gekommenen Modell 1 der Mercedes-Schreibmaschine von Karl Schüler wurde 1908 das Modell 2 von Carl Schlüns hergestellt. Die Mitarbeiterzahl stieg von anfangs 120 auf über 2500 an. 1914 konstruierte Schüler die erste fabrikmäßig hergestellte elektrisch angetriebene Typenhebel-Schreibmaschine Mercedes Elektra. Wegen des Ersten Weltkriegs wurde die Herstellung zurückgestellt und so kam sie erst 1921 auf den Markt. Das Funktionsprinzip ist eine durch einen elektrischen Motor angetriebene ständig rotierende Walze. Bei Berührung der Tasten werden die Typenhebel auf die Walze geschleudert, wobei die Stärke des Typenabdrucks unabhängig von der Kraft der Finger ist, der Anschlag bleibt so immer gleich. Die Bedienung und das Schreiben wurden dadurch erleichtert. 1924 folgte die Konstruktion der elektrisch rechnenden Schreib- und Buchungsmaschine Mercedes Addelektra.
Für die Firma J. P. Sauer & Sohn in Suhl, die hauptsächlich Jagd- und Sportwaffen herstellten, konstruierte Carl Schlüns die Standardschreibmaschine Stolzenberg-Fortuna, die ab 1923 verkauft wurde. 1923 baute Carl Schlüns mit der Iris-Type GmbH eine Spezialfabrik für Schreibmaschinen- und Rechenmaschinen-Typen und -Tasten auf.  
Ende 1927 wurde die Firma als Tochterunternehmen des New Yorker Konzerns Underwood-Elliott-Fisher neu gegründet. Wegen der Weltwirtschaftskrise wurde ab 1929 die Zahl der Beschäftigten stark reduziert, expandierte aber ab 1933 wegen des durch die Aufrüstung einsetzenden Wirtschaftsaufschwungs wieder. 1935 gab Carl Schlüns die Leitung der Fabriken ab und ging in den Ruhestand.